# David Hruška
David Hruška (* 8. ledna 1977, Sokolov, Československo) je bývalý český profesionální hokejista, hrající extraligu ledního hokeje za tým HC Energie Karlovy Vary na pozici útočníka.
Je vysoký 182 centimetrů, váží 90 kilogramů.
Za svou dvanáctiletou kariéru v české extralize vystřídal David Hruška postupně týmy HC Vsetín, HC Energie Karlovy Vary, HC Chemopetrol Litvínov, HC Havířov a HC Slavia Praha. Je celkem pětinásobný mistr republiky.
V sezóně 2003–04 byl David Hruška také testován v české hokejové reprezentaci.

## Hráčská kariéra
- 1994–1995 HC Baník CHZ Sokolov (1. liga)
- 1995–1996 Red Deer Rebels (WHL), HC Vsetín mistr české extraligy
- 1996–1997 HC Vsetín mistr české extraligy, HC Baník Sokolov (1. liga)
- 1997–1998 HC Vsetín mistr české extraligy
- 1998–1999 HC Opava
- 1999–2000 HC Karlovy Vary, SK Kadaň (1. liga)
- 2000–2001 HC Karlovy Vary
- 2001–2002 HC Litvínov, HC Havířov - vítěz - nejlepší střelec (ELH)
- 2002–2003 HC Slavia Praha mistr české extraligy
- 2003–2004 HC Slavia Praha
- 2004–2005 HC Slavia Praha
- 2005–2006 HC Slavia Praha
- 2006–2007 HC Slavia Praha
- 2007–2008 HC Slavia Praha mistr české extraligy, - vítěz - nejproduktivnější hráč Tipsport ELH
- 2008–2009 HC Slavia Praha - vítěz - Nejlepší střelec (ELH)
- 2009–2010 HC Slavia Praha, KLH Chomutov mistr 1. národní hokejové ligy
- 2010–2011 HC Karlovy Vary, KLH Chomutov
- 2011–2012 Piráti Chomutov mistr 1. národní hokejové ligy
- 2012–2013 Piráti Chomutov
- 2013/2014 Piráti Chomutov
- 2014/2015 HC Energie Karlovy Vary
- 2015/2016 HC Energie Karlovy Vary, HC Slavia Praha 1. liga